# Mike D'Amato
(en) Statistiques sur pro-football-reference
Michael Anthony D'Amato, né le 3 mars 1941 à Brooklyn et mort le 22 novembre 2023, est un joueur américain de football américain et de football canadien.

## Biographie

### Enfance
D'Amato étudie à la Brooklyn Tech High School de Brooklyn où il ne joue pas au football américain ou à la crosse, pratiques sportives qu'il développe à l'université, et sort diplômé en 1964.

### Carrière
Il entre à l'université Hofstra en 1964 et se montre comme un joueur de qualité en football et à la crosse. Sur ce dernier sport, il reçoit les honneurs de la deuxième équipe All-American 1968 et domine son équipe avec trente quatre buts et quinze passes décisives lors de sa dernière année. 
En football, il est nommé co-capitaine de l'équipe, en 1966 et 1967, et est positionné aux postes de defensive back, de kick returner et de punt returner. D'Amato reçoit le titre d'All-Star de la Middle Atlantic Conferences en 1966 et 1967.
Mike D'Amato est sélectionné au dixième tour de la draft 1968 de la NFL par les Jets de New York. Il apparaît comme safety remplaçant pendant la saison AFL 1968 et remporte le Super Bowl III avec les Jets contre les Colts de Baltimore,. Après cette victoire, il apparaît en Ligue canadienne de football, avec les Alouettes de Montréal, où il se montre comme kick returner mais encore comme remplaçant dans la défense, interceptant deux passes en huit matchs. 